# Dendrochilum lancilabium
Dendrochilum lancilabium är en orkidéart som beskrevs av Oakes Ames. Dendrochilum lancilabium ingår i släktet Dendrochilum och familjen orkidéer. Inga underarter finns listade i Catalogue of Life.